# روزان كاش
روزان كاش (بالإنجليزية: Rosanne Cash) (ولدت سنة 1955 – م) هي مغنية مؤلفة، ومغنية من الولايات المتحدة الأمريكية ولدت في ممفيس، تينيسي.

## روابط خارجية
- روزان كاش على موقع IMDb (الإنجليزية)
- روزان كاش على موقع الموسوعة البريطانية (الإنجليزية)
- روزان كاش على موقع ميوزك برينز (الإنجليزية)
- روزان كاش على موقع رولينغ ستون (الإنجليزية)
- روزان كاش على موقع إن إن دي بي (الإنجليزية)
- روزان كاش على موقع أول ميوزيك (الإنجليزية)
- روزان كاش على موقع ديسكوغز (الإنجليزية)
- روزان كاش على موقع قاعدة بيانات الفيلم (الإنجليزية)